# بخش سولوفتسکی
بخش سولوفتسکی (به لاتین: Solovetsky District) یک زیستگاه روستایی در روسیه است که در بخش پریمورسکی، استان آرخانگلسک واقع شده‌است.